# Сёкоцу
Сёкоцу (яп. 渚滑川 сёкоцу-гава) — река в Японии на острове Хоккайдо, протекающая по территории округа Охотск, впадает в Охотское море. Длина — 84 км. Площадь водосборного бассейна — 1240 км².

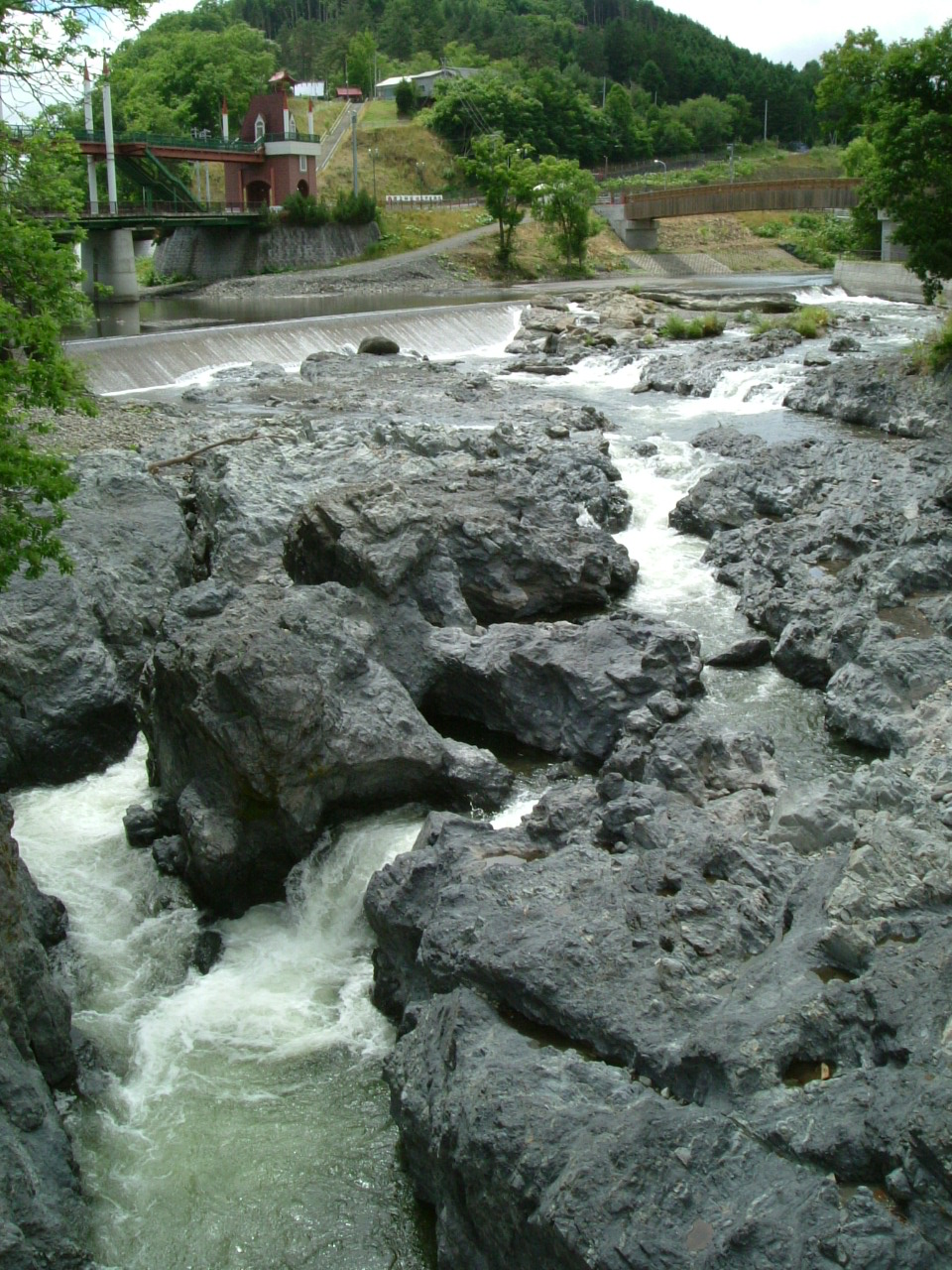
Водопад Корю в Такиноуэ

В японской классификации относится к рекам первого класса и является главной артерией одноимённой речной системы.

## Происхождение названия
Нынешнее написание названия никак не связано с первичным значением. Название происходит из айнского языка (ソー・コッ — соо-коцу), что означает впадина, которую вырыл водопад, и указывает на большое количество водопадов в верховьях водотока.

## География
Исток реки расположен в уезде Момбецу на юго-западе от городка Такиноуэ, на южном склоне горы Тэсио, откуда она течет на северо-восток. Высота истока — 1558 м над уровнем моря. Возле города Момбецу впадает в Охотское море.